# Wahe Simonian
Wahe Simonian (orm. Վահե Սիմոնյան; ur. 2 maja 1992) – ormiański zapaśnik walczący przeważnie w stylu klasycznym. Brązowy medalista wojskowych MŚ w 2013. Ósmy w Pucharze Świata w 2015 roku.